# Johannes Georg Bednorz
Johannes Georg Bednorz (Neuenkirchen, 16 de maio de 1950) é um físico alemão.
Bednorz nasceu em Neuenkirchen, na Renânia do Norte-Vestfália, em 1950, como filho de um professor de escola primária. Iniciou seus estudos em 1968, na Universidade de Münster no Instituto Federal de Tecnologia de Zurique, onde recebeu seu doutorado em 1982 sob a orientação de Karl Alexander Müller.
Foi laureado com o Nobel de Física de 1987, por fundamentais avanços na descoberta de materiais cerâmicos supercondutores. Recebeu o Prêmio Robert Wichard Pohl de 1987, juntamente com Karl Alexander Müller.